# 若戸村
若戸村（わかとむら）は、愛知県渥美郡にあった村。現在の田原市の一部にあたる。

## 地理
渥美半島の中央部に位置していた。
- 河川：池尻川[3]、庄五郎川[4]、弘法川[4]
- 山岳：大山[4]
- 海洋：遠州灘[2]

## 歴史
- 1889年（明治22年）10月1日、町村制の施行により、渥美郡若見村、越戸村が合併して村制施行し、若戸村が発足[1][2]。旧村名を継承した若見、越戸の2大字を編成[2]。
- 1906年（明治39年）7月16日、渥美郡赤羽根村、高松村と合併し、赤羽根村が存続して廃止された[1][2]。

### 地名の由来
合併村名の各一文字を組み合わせたもの。

## 産業
- 農業、漁業[3]